# Tjuonjarivier
Tjuonjarivier (Samisch: Čuonjájohka) is een rivier die stroomt in de Zweedse  gemeente Kiruna. De rivier verzorgt de afwatering van het Tjuonjameer (Čuonjájávri) , stroomt naar het zuidoosten waar ze de Tjalmerivier instroomt. Ze is circa 3 kilometer lang.
Afwatering: Tjuonjarivier → Tjalmerivier → (Torneträsk) → Rautasrivier → Torne → Botnische Golf